# Championnats du monde de cyclisme sur piste 1924
Navigation
Zürich 1923 Amsterdam 1925
Les Championnats du monde de cyclisme sur piste 1924 ont eu lieu du 3 au 10 août à Paris, en France. Les compétitions se sont déroulées au vélodrome du Parc des Princes.

## Résultats

### Podiums professionnels
| Compétition | Or                     | Argent                  | Bronze                               |
| ----------- | ---------------------- | ----------------------- | ------------------------------------ |
| Vitesse     | Piet Moeskops Pays-Bas | Ernest Kauffmann Suisse | Maurice Schilles France              |
| Demi-fond   | Victor Linart Belgique | Georges Sérès France    | Leopoldo Torricelli Royaume d'Italie |

### Podiums amateurs
| Compétition | Or                    | Argent                 | Bronze                          |
| ----------- | --------------------- | ---------------------- | ------------------------------- |
| Vitesse     | Lucien Michard France | Lucien Faucheux France | Henry F. Fuller Grande-Bretagne |

## Tableau des médailles
| Rang | Nation          | Or | Argent | Bronze | Total |
| ---- | --------------- | -- | ------ | ------ | ----- |
| 1    | France          | 1  | 2      | 1      | 4     |
| 2    | Belgique        | 1  | 0      | 0      | 1     |
| -    | Pays-Bas        | 1  | 0      | 0      | 1     |
| 4    | Suisse          | 0  | 1      | 0      | 1     |
| 5    | Grande-Bretagne | 0  | 0      | 1      | 1     |
| -    | Italie          | 0  | 0      | 1      | 1     |

## Liste des engagés
D'après L'Auto
- Vitesse amateurs
  -  États-Unis : Willie Fenn
  -  Australie : Dempsey, Coppins, Ralusden, Broadbent.
  -  Royaume-Uni : Pryor, Habberfield, Owen, Fuller.
  -  Argentine : Gret.
  -  Belgique : Dagbelinckx.
  -  Danemark : Guldager, W. Hansen, Edm. Hansen.
  -  Belgique : Michard, Cugnot, Faucheux, Choury.
  -  Pays-Bas : Mazairac, Peeters, Bosch van Drakenstein, Meyer.
  -  Italie : Del Grosso, de Martini, Zucchetti, Tasseli.
  -  Lettonie : Apsit, Ukstin, Sinka, Plume.
  -  Pologne : Lazarski, Szymczyck, Stankiewicz, Ryl, Garley, Lanoze.
  -  Suisse : Mermillod, Ador.
  -  Suède : Dahlin.

- Vitesse professionnels
  -  Australie : Jack Fitzgerald, Robert Spears
  -  Belgique :  Aloïs De Graeve, Jos Van Bever
  -  Danemark : Thorvald Ellegaard
  -  États-Unis : Willie Spencer
  -  France : Lucien Louet, Gabriel Poulain,  Maurice Schilles, Pierre Sergent
  -  Italie :  Cesare Moretti, Palmiro Mori
  -  Pays-Bas : Gerard Leene, Piet Moeskops, Klaas Van Nek
  -  Royaume-Uni :  William Bailey
  -  Suisse : Ernest Kauffmann
  -  Tchécoslovaquie : Bohumil Rameš (en)